# 保時捷瑪卡
保時捷Macan（Porsche Macan）又称保時捷瑪卡是保時捷的一款跨界休旅車，2014年上市，也是保時捷目前最便宜的車款。

## 歷史
保時捷Macan自2010年11月開始開發，保時捷公司在2011年3月正式對外宣佈開發計劃，2012年將其命名為“Macan”。
2013年洛杉磯車展和東京車展上面世，2014年春開始在歐洲上市，當時只有Macan S、Macan Turbo兩個型號。